# Batalla de Piribebuy
La Batalla de Piribebuy fue librada en el marco de la Guerra de la Triple Alianza, contienda que tuvo lugar desde el año 1864 a 1870, entre los aliados: Brasil, Argentina y Uruguay que unieron sus ejércitos para luchar contra el Paraguay durante el gobierno de Francisco Solano López.
En las etapas finales de la Guerra de la Triple Alianza, producido el retroceso del menguado ejército paraguayo después la derrota de Lomas Valentinas, el Mariscal López logró salvar, reorganizar sus tropas y atrincherarse en sus bases de la Cordillera.
El campamento de Ascurra en las proximidades del cerro de Caacupé fue elegido para la conformación de sus raleadas fuerzas.
El campamento aliado se hallaba en Pirayú. El comando aliado  hacía planes para la eliminación completa de los tenaces defensores paraguayos.

## Antecedentes
López se estableció en Piribebuy, donde instaló su gobierno, declarando a la plaza tercera capital el 8 de diciembre de 1868. Hasta allí trasladó el Archivo, el Tesoro Nacional y el comando de operaciones. La población se preparó para la defensa en condiciones paupérrimas, contra un enemigo que superaba sus fuerzas en número y potencia de fuego. El ejército sitiador había llegado a completar una maniobra envolvente pasando por Paraguarí, Valenzuela y Mbopi Cua en el desfiladero de Sapucái.
Mientras tanto la vida oficial seguía su curso, La imprenta instalada precariamente  publicaba el diario de propaganda bélica “La Estrella” dirigido por Manuel Trifón Rojas. Se mantenía en el pueblo una pequeña parte del cuerpo diplomático, entre los que se destacaba el general Mac Mahon, representante de los Estados Unidos. 
Funcionaba un hospital de sangre en el que padecían cientos de heridos tanto paraguayos como enemigos.
La defensa respondía al comandante Pedro Pablo Caballero y el mayor Hilario Amarilla como segundo al mando, junto con el auxilio de los capitanes Manuel Solalinde y Crisóstomo Centurión, quienes contaban apenas con 1.600 hombres, en su mayor parte ancianos, enfermos y niños. Era jefe político de la sitiada población el ciudadano Patricio Mareco.

## La batalla

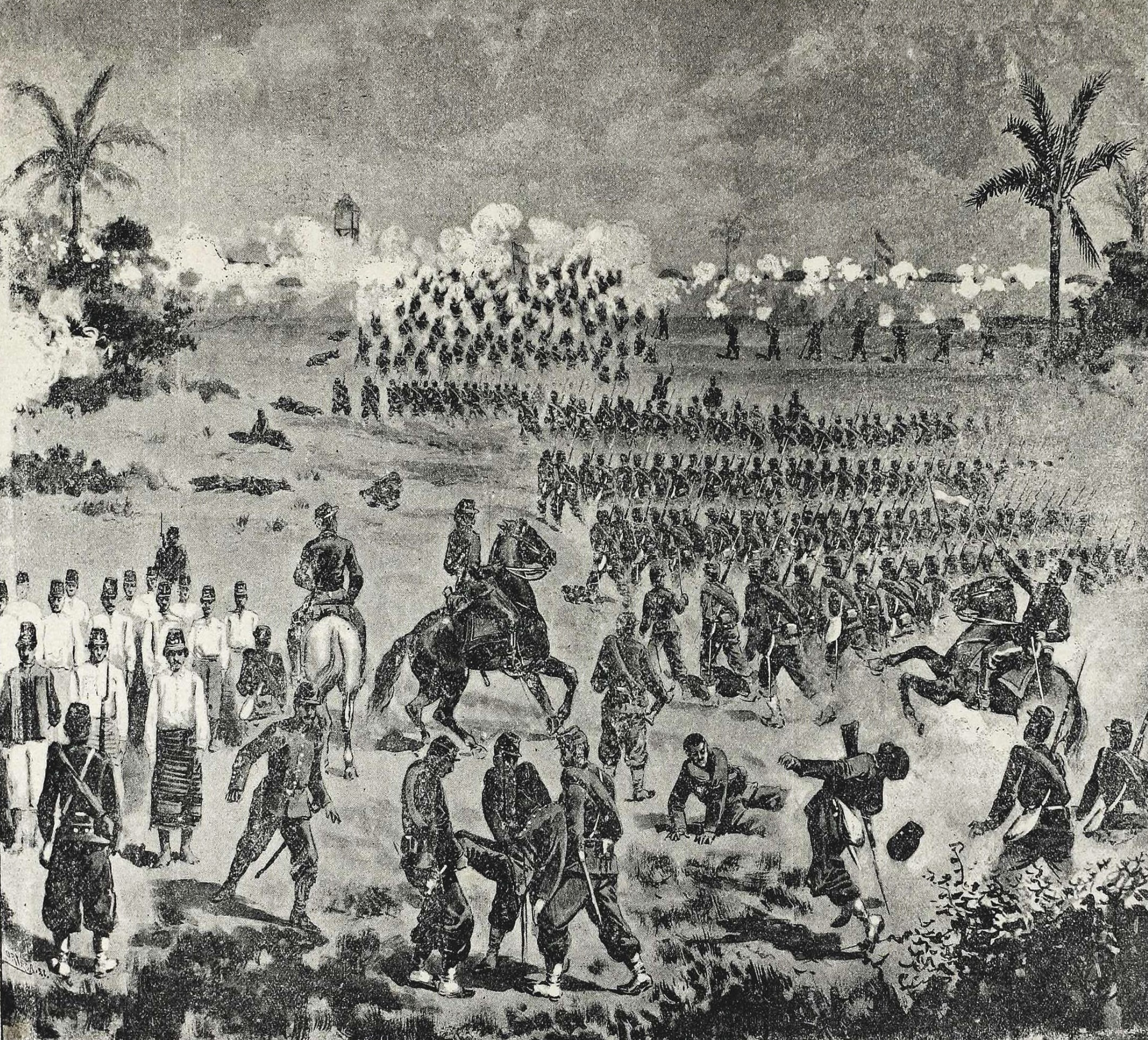
Batalla de Piribebuy.

Recibida la intimación de las poderosas fuerzas atacantes, se presentó batalla luego de soportar un bombardeo de cinco horas llevado a cabo por el coronel Mallet quien contaba con 47 piezas de artillería. Tomaron parte en la batalla el propio Conde D Eu, el general Joâo Manuel Mena Barreto, el general Vitorino y el general Correa da Camara. El ejército brasileño disponía de veinte mil combatientes.
Seguidamente se desarrolló en las trincheras una lucha cruel y desigual. Sus defensores lucharon con ferocidad; hasta las mujeres defendían la plaza, armadas con botella rotas y piedras. Quedan registrados algunos nombres de aquellas heroínas, Basilia Domeque, Cándida Cristaldo, sargento Anita Segovia, sargento Hilaria Medina y sargento Venancia Acosta.

## Ocupación de Piribebuy

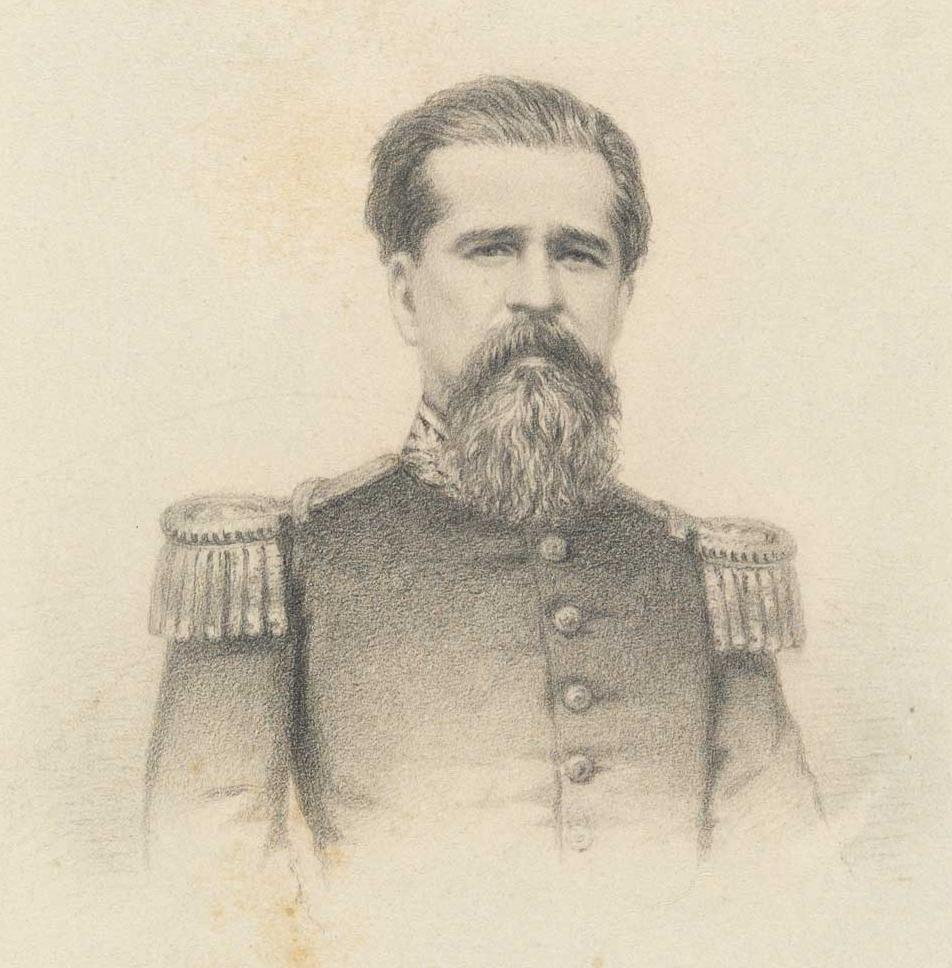
General João Manuel Mena Barreto.

Luego de la encarnizada defensa por espacio de cinco horas en las que se vivieron auténticos episodios de entrega y patriotismo, se produjo la ocupación de Piribebuy. En los bajos del arroyo Mboreví se habían rechazado las dos primeras embestidas enemigas, sucumbiendo en ellas  los dos tercios de los defensores.
En las últimas acciones de la lucha fue muerto de un balazo el general brasileño João Manuel Mena Barreto, comandante en jefe del 2.º Cuerpo de las tropas imperiales. Este episodio tuvo consecuencias desmedidas e impropias de parte del ejército brasileño: la muerte del jefe de plaza coronel Caballero, en presencia de su familia, la ejecución de los prisioneros y el incendio del hospital, donde perecieron carbonizados casi todos sus ocupantes, unas 600 personas. Estas acciones fueron ordenadas por el conde Gastón de Orleans.
Piribebuy fue escenario de la crueldad sin límites de la guerra. A las calamidades propias se sumaban el hambre y la peste.
El teniente coronel Caballero fue tomado como prisionero y ejecutado públicamente frente a su esposa y los demás prisioneros paraguayos. A la fecha existe un monumento en la plaza de Piribebuy, lugar donde tuvo lugar este hecho, (Memoria de Juan Crisostomo Centurión).

## Reagrupación en Acosta Ñu
López traslado el gobierno a Caacupé, allí se demoró poco tiempo, seguido de cerca por la caballería brasileña. Los paraguayos emprendieron la retirada en dirección a Caraguatay y San Estanislao. 
El general Bernardino Caballero, responsable de cubrir la retirada en un desesperado operativo intentó detener el avance del impetuoso ejército aliado compuesto de  miles de hombres de la caballería brasileña.
La refriega se dio en los campos de Acosta Ñu. En la misma se vivieron escenas crueles y sangrientas que han pasado a la historia con el exterminio de centenas de niños y ancianos que lucharon contra los incendios del campo y la saña y la ferocidad de los atacantes. Este encuentro se conoce como la Batalla de Acosta Ñu.